# (73032) 2002 EP80
(73032) 2002 EP80 – planetoida z pasa głównego asteroid okrążająca Słońce w ciągu 3,44 lat w średniej odległości 2,28 j.a. Odkryta 12 marca 2002 roku.